# Азимут
А́зимут (через фр. azimut від араб. اَلسُّمُوت, ас-сумут — «(правильні) дороги, напрямки») — кутовий вимір у сферичній системі координат. Нехай є вектор, що бере початок від спостерігача (початок координат) до деякої точки, і спроєктований перпендикулярно на площину відліку; кут між проєкцією вектора і опорного вектора на площину відліку називається азимутом.
Розрізняють астрономічний, геодезичний, магнітний та гіроскопічний азимут.
В астрономії азимут рахують від точки півдня на захід (від 0° до 360°), в геодезії — від точки півночі на схід.
При визначенні магнітного азимута замість площини географічного меридіана беруть площину магнітного меридіана. Азимут можна виміряти за допомогою компаса. Одиниця вимірювання — градус.
| Азимути відносно істинної півночі | Азимути відносно істинної півночі | Азимути відносно істинної півночі | Азимути відносно істинної півночі |
| --------------------------------- | --------------------------------- | --------------------------------- | --------------------------------- |
| Північ                            | 0° або 360°                       | Південь                           | 180°                              |
| Північний схід                    | 45°                               | Південний захід                   | 225°                              |
| Схід                              | 90°                               | Захід                             | 270°                              |
| Південний схід                    | 135°                              | Північний захід                   | 315°                              |

У горизонтальній системі координат (що використовується в навігації) азимут — це одна з двох координат. Інша координата — висота (над горизонтом).

## Види азимутів

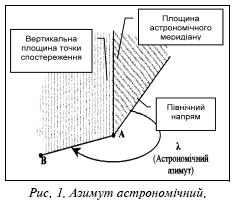

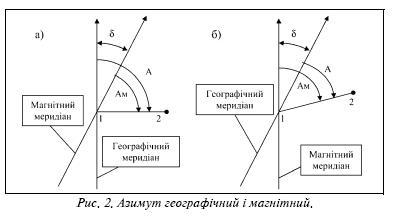

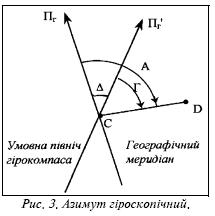

Азимут небесного світила або земного предмета — кут між площиною меридіана точки спостереження (див. небесна сфера) і вертикальною площиною, що проходить через світило (предмет) і дану точку.
Астрономічний азимут — двогранний кут (λ), утворений площиною астрономічного меридіана точки спостереження і вертикальною в цій точці площиною, яка проходить через заданий напрям. Відлічується від північного напряму меридіана до заданого напряму за годинниковою стрілкою від 0° до 360°. У астрономії сферичній відраховують від точки півдня.
Географічний азимут — горизонтальний кут, який відраховується за годинниковою стрілкою від північного напряму географічного меридіана точки спостереження до заданого напряму від 0° до 360°. Різниця у величинах астрономічного і географічного азимутів, визначених для того самого напряму в тій самій точці не перевищує кількох секунд і обумовлена незбіжністю напрямів прямовисної лінії і нормалі до еліпсоїда, проведених в одній точці. Азимути бувають прямі і обернені. Обернений відрізняється від прямого на 180°.
Геодезичний азимут — двогранний кут, який відлічується за годинниковою стрілкою між площиною геодезичного меридіана точки спостереження і площиною, яку утворює нормаль даної точки цього меридіана, та лінія напрямку до неї. До геодезичного азимута належить азимут Лапласа.
Ді́йсний а́зимут, істинний азимут — кут між північним напрямком географічного (дійсного) меридіана і напрямком на певну точку. Його відлічують за ходом годинникової стрілки. Визначається за топографічною картою.
Магнітний азимут — горизонтальний кут, який відлічується за годинниковою стрілкою від північного напряму магнітного меридіана точки спостереження до заданого напряму від 0° до 360°. Магнітний азимут відрізняється від азимута астрономічного на величину магнітного схилення, визначеного в точці спостереження. Залежність між астрономічним (А) та магнітним (Ам) азимутами для напряму 1-2 виражається формулою: А = Ам+δ,
де δ — схилення магнітної стрілки для даної точки; прийнято вважати магнітне схилення східним або позитивним (а) і західним або негативним (б).
Магнітний азимут на місцевості вимірюється за допомогою Бусолі.
Гіроскопічний азимут — горизонтальний кут (Г), який відлічується за годинниковою стрілкою від північного напряму (Пг') умовної лінії (іноді її помилково називають гіроскопічним меридіаном), що проходить через гірокомпас (С), до заданого напряму від 0° до 360°. Кут між гіроскопічним та географічним азимутами називають поправкою (Δ) гірокомпаса. Гіроскопічний азимут сторони — горизонтальний кут, відлічуваний від північного кінця меридіана гіроскопічного за годинниковою стрілкою до заданої сторони.
Азимут падіння (рос. азимут падения, англ. direction of dip, true dip direction, нім. Einfallsrichtung f) — кут між проєкцією лінії падіння (пласта, шару, поверхні скиду тощо) на горизонтальну площину і меридіаном місцевості.
Азимут простягання (рос. азимут простирания, англ. strike azimuth, trend azimuth, нім. Streichwert m, Streichwinkel m) — кут між лінією простягання (пласта, шару, поверхні скиду тощо) і меридіаном місцевості.
Азимут свердловини (рос. азимут скважины, англ. hole azimuth; нім. Bohrlochazimut m) — кут, що вимірюється за годинниковою стрілкою між певним напрямом, що проходить через вісь свердловини, і проєкцією свердловини на горизонтальну площину. У залежності від прийнятого початку відліку (географічний меридіан, магнітний меридіан або довільний напрям) розрізнюють істинний, магнітний або кутовий. Азимут свердловини — важливий параметр при бурінні; наприклад, при зміні азимута на 1° відхилення свердловини від проєктного напряму на глибині 1 км становитиме 17,5 м. Азимутальний напрям свердловин в процесі буріння контролюють інклінометром через 50-100 м, а в складних геологічних умовах — через 20-25 м.

## Навігація
У наземній навігації азимут зазвичай позначається літерою Альфа, {\displaystyle \alpha }, і визначається як горизонтальний кут відміряний за годинниковою стрілкою від базової лінії або меридіана що вказує на північ. Азимут, в більш загальному випадку, визначається як горизонтальний кут, виміряний за годинниковою стрілкою від будь-якої фіксованої площини відліку або базової лінії, яку легко встановити.
Зазвичай, площина відліку для азимута відраховується від істинної півночі, в якій азимут дорівнює 0°, хоча можуть використовуватись інші кутові величини (гради, тисячні). Рухаючись за годинниковою стрілкою на 360 градусів довкола, схід матиме азимут 90°, південь 180°, і захід 270°. Існують винятки: деякі навігаційні системи використовують південь як початок відліку.